# Vena circunfleja ilíaca profunda
La vena circunfleja ilíaca profunda es un tronco venoso común formado a partir de las venas satélites o acompañantes de la arteria circunfleja ilíaca profunda, que desembocan en la vena ilíaca externa, aproximadamente a 2 cm por encima del ligamento inguinal. También recibe pequeñas ramas tributarias de la vena toracoepigástrica.